# Plectocolea
Plectocolea là một chi rêu trong họ Jungermanniaceae.